# Whitehorse Centre
Pour les articles homonymes, voir Whitehorse.
Circonscription électorale territoriale du Canada
Whitehorse Centre  est une circonscription électorale territoriale du Yukon au (Canada).

## Circonscription territoriale
La circonscription est composée de parties de Whitehorse North Centre. La circonscription adopta son nom actuel en 1992.
L'actuelle députée territoriale est la néo-démocrate Emily Tredger.

## Liste des députés
|  | 1992 - 1996     | Margaret Commodore         | Néo-Démocrate |
|  | 1996 - 2000     | Todd Hardy (première fois) | Néo-Démocrate |
|  | 2000 - 2002     | Mike McLarnon (en)         | Libéraux      |
|  | 2000 - 2002     | Mike McLarnon (en)         | Indépendant   |
|  | 2002 - 2006     | Todd Hardy (deuxième fois) | Néo-Démocrate |
|  | 2006 - 2010     | Todd Hardy (deuxième fois) | Néo-Démocrate |
|  | 2010 - 2011     | Elizabeth Hanson           | Néo-Démocrate |
|  | 2011 - 2016     | Elizabeth Hanson           | Néo-Démocrate |
|  | 2016 - 2021     | Elizabeth Hanson           | Néo-Démocrate |
|  | 2021 - en cours | Emily Tredger              | Néo-Démocrate |

Légende : Le nom en gras signifie que la personne a été chef d'un parti politique.

## Résultats des élections
| Élection partielle du 13 décembre 2010 à la suite de la mort de Todd Hardy le 28 juillet 2010 |               |                  |       |        |    |
|                                                                                               | Parti         | Candidat         | Votes | %      | ±% |
|                                                                                               | Néo-Démocrate | Elizabeth Hanson | 356   | 51.82% |    |
|                                                                                               | Libéraux      | Kirk Cameron     | 181   | 26.35% |    |
|                                                                                               | Yukonnais     | Mike Nixon       | 150   | 26.35% |    |

| Élections générales yukonnaises de 2011 | Élections générales yukonnaises de 2011 | Élections générales yukonnaises de 2011 | Élections générales yukonnaises de 2011 |
| Candidat                                | Candidat                                | Parti                                   | # de voix                               |
| --------------------------------------- | --------------------------------------- | --------------------------------------- | --------------------------------------- |
|                                         | Elizabeth Hanson                        | Néo-démocrate                           | 525                                     |
|                                         | Marian Horne                            | Parti du Yukon                          | 202                                     |
|                                         | Partick Singh                           | Libéraux                                | 104                                     |
| Total                                   | Total                                   | Total                                   | 831                                     |